# Hír Televízió
Hír Televízió (deutsch Nachrichten-TV) ist ein konservativer Nachrichtensender aus Budapest. Neben den stündlichen Nachrichten strahlt er politische und kulturelle Magazine aus. Der Privatsender spielte eine wichtige Rolle bei der Aufdeckung mehrerer Affären sozialistischer Politiker. Hír Televízió ist neben dem staatlichen Rundfunk (m1, m2, Duna TV, Duna World) und Echo TV ein regierungsnaher Fernsehsender in Ungarn. Der Fernsehsender kooperierte mit der Tageszeitung Magyar Nemzet und dem Lánchíd Rádió.
Beim Sturm auf das Gebäude des staatlichen Rundfunks (MTV) im Oktober 2006 war Hír TV der einzige Sender, der live berichtete und dessen Übertragung von CNN, BBC und anderen Sendern übernommen wurde.
Der Nachrichtensender kann über die Satelliten Astra 1KR, Intelsat 10-02 und AMOS-2 lediglich über die Pay-TV-Pakete von UPC Direct, RCS DigiTV und Boom empfangen werden. Auf der Homepage des Senders wird ein Livestream zur Verfügung gestellt.